# 올림픽 수구
올림픽 수구는 올림픽에서 수구로 경기를 겨루는 올림픽 경기 종목이다. 수구는 1900년 제2회 대회부터 하계 올림픽 프로그램의 일부였다. 여자 수구 토너먼트는 2000년 하계 올림픽을 위해 도입되었다. 헝가리는 남자 토너먼트에서 가장 성공적인 국가였으며, 미국은 여자 토너먼트 도입 이후 여러 번 우승한 유일한 팀이다. 이탈리아는 남자 수구와 여자 수구 토너먼트에서 모두 우승한 최초이자 유일한 국가이다.

## 메달 집계
| 순위 | 국가       | 금메달 | 은메달 | 동메달 | 합계 |
| ---- | ---------- | ------ | ------ | ------ | ---- |
| 1    | 헝가리     | 9      | 3      | 3      | 15   |
| 2    | 영국       | 4      | 0      | 0      | 4    |
| 3    | 세르비아   | 3      | 5      | 2      | 10   |
| 4    | 이탈리아   | 3      | 2      | 2      | 7    |
| 5    | 소련       | 2      | 2      | 3      | 7    |
| 6    | 미국       | 1      | 4      | 4      | 9    |
| 7    | 독일       | 1      | 2      | 1      | 4    |
| 8    | 스페인     | 1      | 1      | 0      | 2    |
| 8    | 크로아티아 | 1      | 1      | 0      | 2    |
| 9    | 프랑스     | 1      | 0      | 3      | 4    |
| 10   | 벨기에     | 0      | 4      | 2      | 6    |
| 11   | 스웨덴     | 0      | 1      | 2      | 3    |
| 12   | 러시아     | 0      | 1      | 1      | 2    |
| 13   | 네덜란드   | 0      | 0      | 2      | 2    |
| 14   | 연합       | 0      | 0      | 1      | 1    |
| 합계 | 합계       | 28     | 28     | 29     | 85   |

## 세부 종목
| 종목 | 00 | 04 | 08 | 12 | 20 | 24 | 28 | 32 | 36 | 48 | 52 | 56 | 60 | 64 | 68 | 72 | 76 | 80 | 84 | 88 | 92 | 96 | 00 | 04 | 08 | 12 | 16 | 계 |
| ---- | -- | -- | -- | -- | -- | -- | -- | -- | -- | -- | -- | -- | -- | -- | -- | -- | -- | -- | -- | -- | -- | -- | -- | -- | -- | -- | -- | -- |
| 남자 | •  | •  | •  | •  | •  | •  | •  | •  | •  | •  | •  | •  | •  | •  | •  | •  | •  | •  | •  | •  | •  | •  | •  | •  | •  | •  | •  | 27 |
| 여자 |    |    |    |    |    |    |    |    |    |    |    |    |    |    |    |    |    |    |    |    |    |    | •  | •  | •  | •  | •  | 5  |
| 합계 | 1  | 1  | 1  | 1  | 1  | 1  | 1  | 1  | 1  | 1  | 1  | 1  | 1  | 1  | 1  | 1  | 1  | 1  | 1  | 1  | 1  | 1  | 2  | 2  | 2  | 2  | 2  |    |

## 메달획득현황

### 남자
| 종목                   | 금           | 은                  | 동           |
| ---------------------- | ------------ | ------------------- | ------------ |
| 1900년 파리            | 영국         | 벨기에              | 프랑스       |
| 1900년 파리            | 영국         | 벨기에              | 프랑스       |
| 1904 세인트루이스      | 미국         | 미국                | 미국         |
| 1908년 런던            | 영국         | 벨기에              | 스웨덴       |
| 1912년 스톡홀름        | 영국         | 스웨덴              | 벨기에       |
| 1920년 안트베르펜      | 영국         | 벨기에              | 스웨덴       |
| 1924 파리              | 프랑스       | 벨기에              | 미국         |
| 1928년 암스테르담      | 독일         | 헝가리              | 프랑스       |
| 1932년 로스앤젤레스    | 헝가리       | 독일                | 미국         |
| 1936년 베를린          | 헝가리       | 독일                | 벨기에       |
| 1948년 런던            | 이탈리아     | 헝가리              | 네덜란드     |
| 1952년 헬싱키          | 헝가리       | 유고슬라비아        | 이탈리아     |
| 1956년 멜버른-스톡홀름 | 헝가리       | 유고슬라비아        | 소련         |
| 1960년 로마            | 이탈리아     | 소련                | 헝가리       |
| 1964년 도쿄            | 헝가리       | 유고슬라비아        | 소련         |
| 1968년 멕시코시티      | 유고슬라비아 | 소련                | 헝가리       |
| 1972년 뮌헨            | 소련         | 헝가리              | 미국         |
| 1976년 몬트리올        | 헝가리       | 이탈리아            | 네덜란드     |
| 1980년 모스크바        | 소련         | 유고슬라비아        | 헝가리       |
| 1984년 로스앤젤레스    | 유고슬라비아 | 미국                | 서독         |
| 1988년 서울            | 유고슬라비아 | 미국                | 소련         |
| 1992년 바르셀로나      | 이탈리아     | 스페인              | 연합         |
| 1996년 애틀랜타        | 스페인       | 크로아티아          | 이탈리아     |
| 2000 시드니            | 헝가리       | 러시아              | 유고슬라비아 |
| 2004 아테네            | 헝가리       | 세르비아 몬테네그로 | 러시아       |
| 2008 베이징            | 헝가리       | 미국                | 세르비아     |
| 2012 런던              | 크로아티아   | 이탈리아            | 세르비아     |
| 2016 리우              | 세르비아     | 크로아티아          | 이탈리아     |

### 여자
| 종목        | 금             | 은       | 동             |
| ----------- | -------------- | -------- | -------------- |
| 2000 시드니 | 오스트레일리아 | 미국     | 러시아         |
| 2004 아테네 | 이탈리아       | 그리스   | 미국           |
| 2008 베이징 | 네덜란드       | 미국     | 오스트레일리아 |
| 2012 런던   | 미국           | 스페인   | 오스트레일리아 |
| 2016 리우   | 미국           | 이탈리아 | 러시아         |

## 참고 자료
- “수구”. SR/Olympic Games. 2008년 12월 5일에 원본 문서에서 보존된 문서. 2011년 11월 8일에 확인함.
- “수구”. 국제 올림픽 위원회.